# ادا (کانزاس)
ادا (به انگلیسی: Ada) شهری در ایالت کانزاس کشور ایالات متحده آمریکا است که جمعیت آن در سرشماری سال ۲۰۱۰ میلادی، ۱۰۰ نفر بوده‌است.